# LGV Hanovre - Berlin
La LGV Hanovre - Berlin est une ligne à grande vitesse allemande d'une longueur totale de 258 km reliant les villes de Hanovre et de Berlin via Wolfsbourg, mise en service le 15 septembre 1998
La ligne relie la gare centrale de Hanovre :
- à la gare centrale de Wolfsbourg
- à la gare de Berlin-Spandau
- à la gare centrale de Berlin
- à la gare de l'Est (Berlin)

## Historique
La première pierre a été posée le 11 novembre 1992, l'inauguration a été effectuée le 15 septembre 1998 et la mise en service le 27 septembre 1998.

## Caractéristiques
Elle est réservée aux ICE 1 et ICE 2 avec une vitesse de pointe de 250 km/h. Les trains InterCity circulent à une vitesse maximum de 200 km/h sur le tronçon.

## Tracé
La nouvelle ligne commence à l'Ouest à Oebisfelde et descend jusqu'à Berlin-Spandau, en doublant le tracé de l'ancienne ligne construit en 1871.

## Données techniques
- Vitesse maximum : 250 km/h
- Alimentation électrique : 15 kV 16,7 Hz